# Forcis (troià)
|  | No s'ha de confondre amb Forcis. |

Forcis (en grec antic Φόρκυς) va ser, segons la mitologia grega, un cabdill de Frígia aliat del rei Príam, a la Guerra de Troia.
A la Ilíada, on consta al Catàleg dels troians se'l fa fill de Fènops, però el Pseudo-Apol·lodor a la Biblioteca (Βιβλιοθήκη), diu que era fill d'Aretaó i germà d'Ascani, amb qui compartia el comandament dels frigis. Se'l menciona entre els que van escoltar el discurs d'Hèctor, al llibre XVII de la Ilíada. Va morir a la guerra a mans d'Àiax fill de Telamó.
Pausànias fa referència a Forcis, i explica que se'l coneixia pel sobrenom de «sense protecció», perquè a les batalles només portava una cuirassa de dues peces i pensava que ja li proporcionaria prou defensa.